# Licra (ropa)

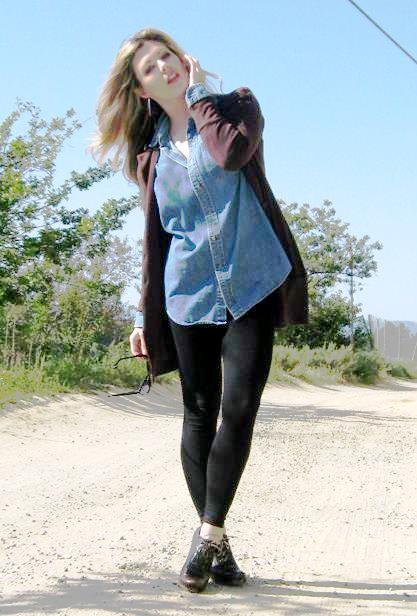
Mujer que lleva una licra negra.

Las licras, mallas o calzas, también conocidas por el anglicismo leggings, son prendas elásticas ajustadas que se usan sobre las piernas, generalmente por las mujeres. A veces son complementadas con calentadores.
El uso del siglo XVIII se refiere a las mallas o polainas, la ropa de hombre, generalmente hecha de tela o cuero que se envuelve alrededor de la parte inferior de la pierna. En el siglo XIX, la licra usualmente se referían a la ropa de las piernas de los bebés que se combinaba con una chaqueta, así como envolturas de las piernas hechas de cuero o lana y usadas por soldados y tramperos.
El anglicismo leggings  es usado para referirse de manera genérica a diversos tipos de ropa, como licras, leotardos, mallas, entre otros
Los leggings —o más propiamente dicho las licras o mallas — volvieron a ocupar un lugar destacado en la moda femenina en la década de 1960, basándose en la ropa ajustada de las bailarinas. Con la adopción generalizada de la fibra sintética comercializada como Lycra por DuPont y el aumento de la popularidad de los aeróbicos, las mallas cobraron mayor protagonismo en los años 70 y 80, y finalmente se abrieron camino hacia la ropa de calle. Las licras forman parte de la tendencia de la moda deportiva de finales de 2010 de usar ropa deportiva fuera de las actividades deportivas y en ambientes informales, que se convirtió en una norma social polémica en los Estados Unidos.

## Historia

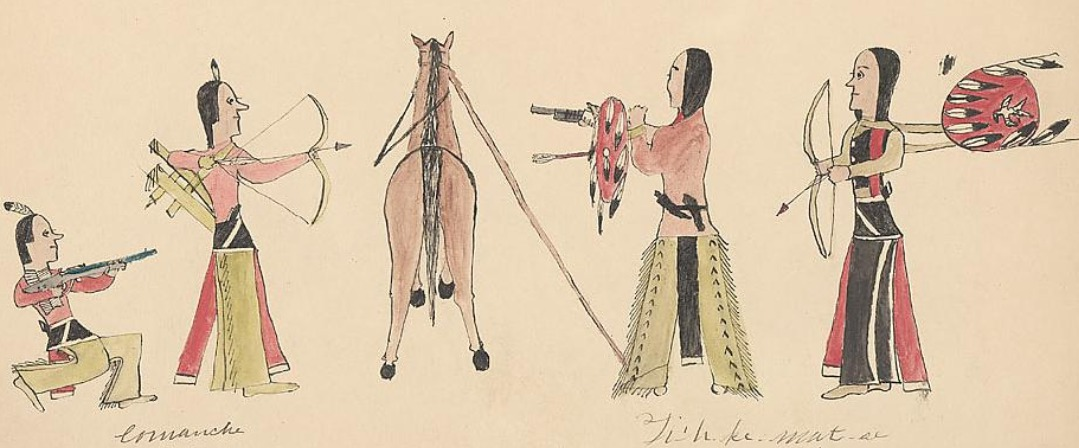
Comanche-Cheyenne vistiendo licras, Dibujo de Ledger

A lo largo de los siglos, se han usado licras o leggings en varias formas y bajo diversos nombres para calentar y proteger tanto a hombres como a mujeres. La calzas separada que llevaban los hombres en Europa desde el siglo XIII hasta el siglo XVI (el período del Renacimiento) era una forma de licra, al igual que las tiras de las Tierras Altas de Escocia. Separado leggings de buckskin el cuero estuvo llevado por algunos americanos Nativos. Algunos nativos americanos llevaban licras separados de cuero de ante. Estos fueron adoptados por algunos cazadores largos, cazadores de pieles franceses, y más tarde por los hombres de montaña. Son los cueros de los cuentos de Leatherstocking de James Fenimore Cooper. Los Buckskins eran en su mayoría de color gris oscuro, no el brillante cuero bronceado vegetal que se usa comúnmente en la actualidad.
Los vaqueros llevaban calzas de piel de ante para protegerse de los agrietamientos causados por la conducción, el uso y desgaste de los pantalones y las mordeduras de animales, como serpientes o insectos en el matorral, como garrapatas.
En muchos lugares, especialmente en países más fríos como Rusia y Corea, hombres y mujeres continuaron usando licra de lana en los tiempos modernos, a menudo como una capa exterior adicional para el calor.
Los pantaletes de lino usados por niñas y mujeres bajo las crinolinas a mediados del siglo XIX también eran una forma de licras, y originalmente eran dos prendas separadas. Los leggings se convirtieron en parte de la moda en la década de 1960, como pantalones similares a los pantalones capri pero más ajustados.

### Uso militar

Un soldado que lleva polainas.

Desde finales del siglo XIX, los soldados de varias naciones, especialmente la infantería, a menudo usaban polainas para proteger la parte inferior de sus piernas, para evitar que la tierra, la arena y el barro entren en sus zapatos, y para proporcionar una medida de apoyo en el tobillo. Al principio, estos eran generalmente mandos (tiras de tela de lana gruesa que se asemejaba a un gran vendaje) se envolvían alrededor de la pierna para apoyar el tobillo. Por lo general, se mantenían en su lugar por una correa atada a la tela. Más tarde, las polainas fueron reemplazados por algunos ejércitos con licras de lona abrochados con hebillas o botones, generalmente asegurados en la parte inferior con un estribo ajustable que pasaba debajo de la suela del zapato, justo delante del talón. El soldado colocó los leggings alrededor de su pantorrilla con el lado abotonado hacia afuera y los ajustó y la correa para lograr un calce adecuado. Las licras generalmente se extendían hasta la mitad de la pantorrilla y tenían una correa de liguero para sostenerlas y se aseguraban con una corbata justo debajo de la rodilla. los Leggings militares extendidos hasta la parte inferior de la rodilla y abotonados hasta el botón inferior en los pantalones de la rodilla. A veces se confunden con las polainas, que se extienden hasta el tobillo alto y se usan con los pantalones completos.
Durante Segunda Guerra Mundial, soldados de pie de Ejército de Estados Unidos estuvieron referidos como legs por paratroopers y otros fuerzas de EE.UU que no usaron los leggings estándar del Ejército emitidos con el calzado de servicio de campo.A finales de la Segunda Guerra Mundial, después de los experimentos con el tema general de las botas de combate de alta gama y las botas de salto para los soldados, las licras comenzaron a desaparecer del servicio militar. En 1943, el Ejército de los Estados Unidos modificó su calzado de servicio de campo agregando una parte superior de cuero más alta que alcanzó la pantorrilla más baja; asegurado por una combinación de cordones y hebillas, el nuevo diseño se designó la bota de campo Tipo III. Sin embargo, el Cuerpo de Infantería de Marina de los Estados Unidos retuvo las polainas de lona durante toda la guerra y las usó en combate hasta la Guerra de Corea; Las fuerzas comunistas norcoreanas y chinas se refirieron a los marines como tropas de la pierna amarilla.
En la década de 1960, el viejo estilo de zapato de campo había dado paso a las botas de combate en la mayoría de las fuerzas militares, y las licras de cualquier tipo estaban obsoletos. Las licras, generalmente de color blanco brillante y con frecuencia hechas de charol o piel de ante ahora se usan principalmente con fines ceremoniales.

## Moda moderna

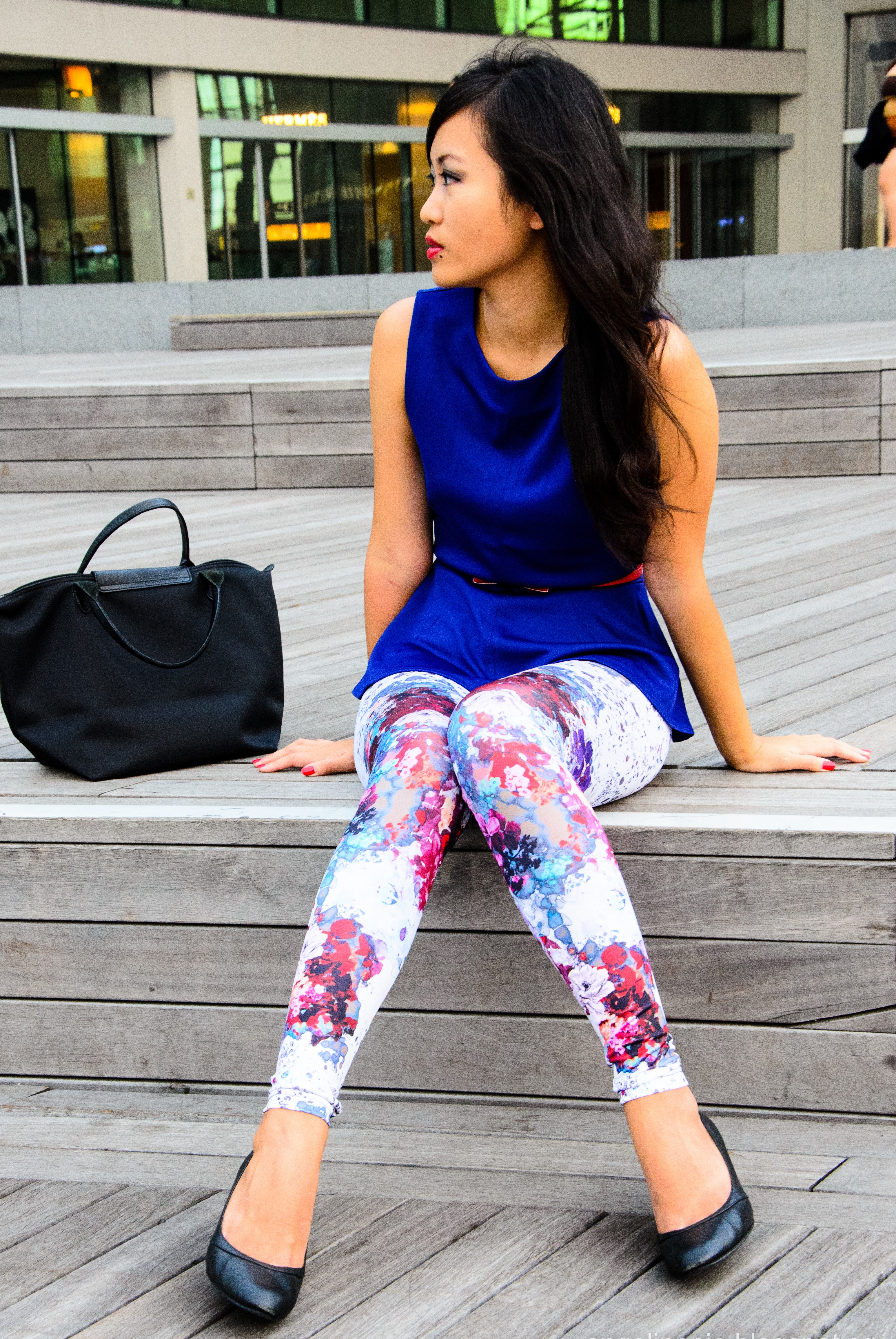
Una mujer vestida con licras blancos con un diseño floral.

La licra en forma de pantalones ajustados a la piel, una versión más ajustada de los capris que terminaban en la mitad de la pantorrilla o cerca del tobillo, se abrieron paso a la moda femenina en la década de 1960, y se usaron con un gran cinturón o pretina y zapatillas altas. Zapatos de tacón o ballet de estilo plano.
Los leggins son hechos de una mezcla de nylon-lycra (generalmente 90% de nylon, 10% de lycra) se han usado durante el ejercicio. Las mallas de lycra de nylon a menudo se denominan de ciclismo o mallas para correr, y tienen una apariencia más brillante que las de algodón. Algunos tienen rayas de carreras o patrones reflectantes para distinguirlos aún más como ropa deportiva y brindar mayor seguridad. Sin embargo, desde la década de 1980, los leggings estilo ejercicio también se han usado para la moda y como ropa de calle.
Las licras hechas de algodón-lycra, o una combinación de algodón-poliéster-lycra, se usan más a menudo para la moda, pero también se usan como ropa deportiva. Los leggings de algodón-lycra están disponibles en muchos colores, estampados y diseños; pero el negro, azul marino y varios tonos de gris siguen siendo los más usados.
El uso de  leggings negros bajo faldas largas, a menudo diáfanas, formaba parte de la tendencia general de la moda de llevar ropa de gimnasia o de baile como ropa de calle que evolucionó junto con la locura por el ejercicio y bajo la influencia de la película Flashdance y el espectáculo de Broadway A Chorus Line. Una tendencia más reciente ha sido el uso de leggings negros con minifaldas.
A principios de la década de 1990, los leggings en realidad vendían más que los jeans en muchas partes de los Estados Unidos. [cita requerida] Era muy común ver leggings usados con camisetas largas de gran tamaño, sudaderas de gran tamaño o suéteres de gran tamaño, medias holgadas y Keds de niñas desde niños pequeños hasta mayores de edad universitaria. La moda se volvió contra las polainas a finales de los noventa.
En 2005, los leggings se convirtieron en un "regreso" a la moda, especialmente en la cultura indie, con los leggings de longitud capri que se usan con minifaldas y vestidos. En consecuencia, los leggings también son ahora populares para usar con suéteres largos de gran tamaño, minifaldas de mezclilla, faldas a cuadros, vestidos cortos y pantalones cortos cortos. Las licras también se usan debajo de pantalones cortos deportivos, es decir, pantalones cortos Nike Tempo, especialmente en climas más fríos. Leggings también vienen en longitud capri y longitud de bicicleta corta. La longitud corta de la bicicleta es popular con los pantalones cortos de uniformes deportivos y debajo de las faldas y vestidos como un artículo de moda y para evitar mostrar demasiado. [cita requerida]

### Para hombres
Los hombres también han empezado a usar leggings con más frecuencia desde alrededor del 2010 como ropa interior larga, y para actividades físicas más informales, como caminar, hacer caminatas o jardinería, en reemplazo de los viejos pantalones de chándal. [cita requerida] Los leggings también se usan como una tendencia de moda de los hombres en la escena electro-musical de Londres.
En el show de Marni Men's durante la Semana de la Moda de otoño de 2007, se presentaron los atuendos con leggings diseñados exclusivamente para hombres..
Los leggins para hombres, dobladas como "meggings" (un acrónimo de las palabras "hombres" y "leggings") se presentaron como la última moda de moda para hombres en las pasarelas de moda de primavera / verano 2011, que se supone que se diseñan y se colocan en capas debajo de los pantalones cortos y preferiblemente con grandes , holgadas, holgadas o largas como camisetas.
Ídolos de K-pop han estado usando leggings masculinos bajo pantalones cortos como un artículo de moda desde la década de 2010

### leggings brillantes

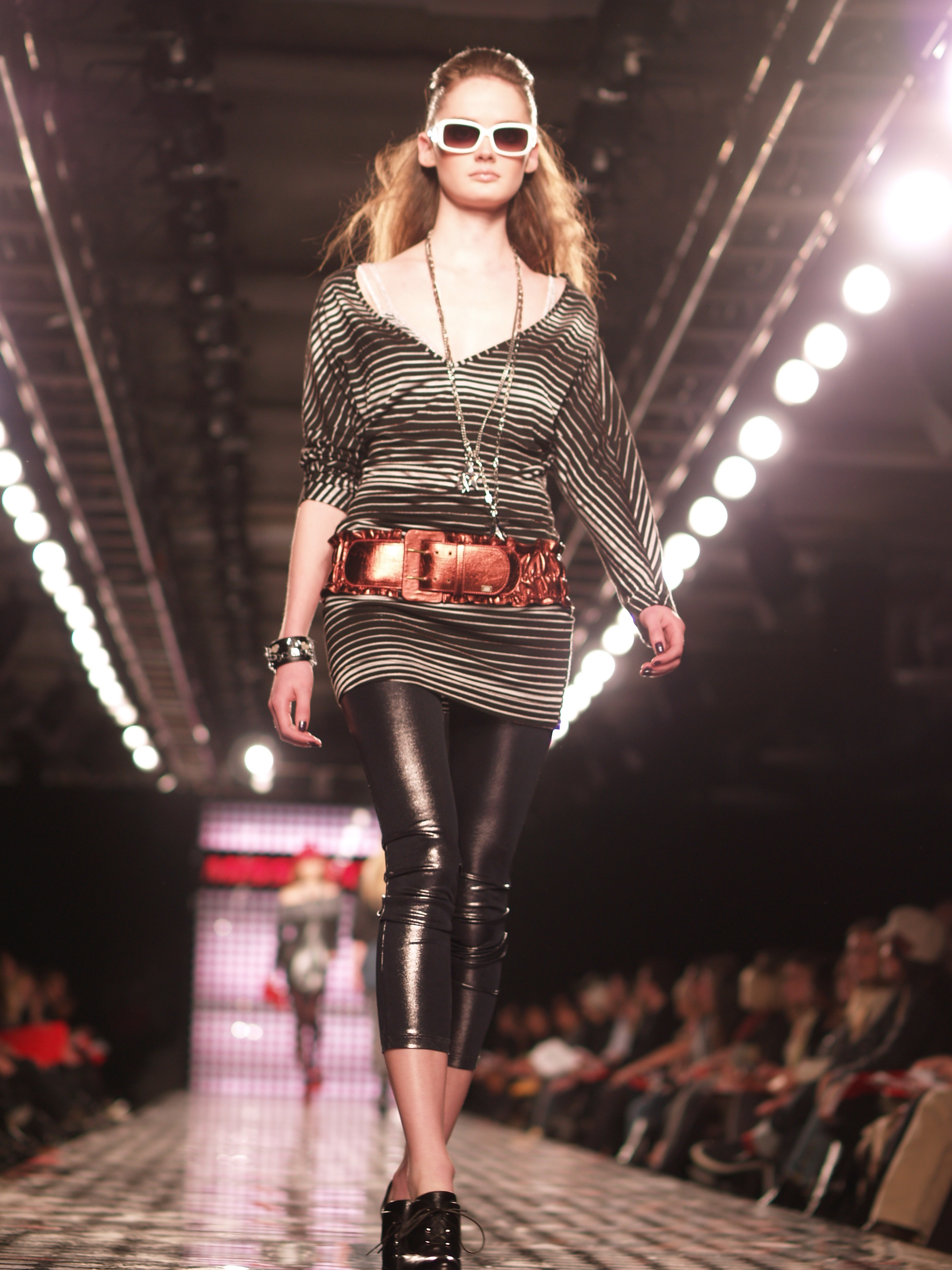
Un modelo que lleva cuero reluciente-mirar leggings en un catwalk.

Las licras brillantes, a veces llamadas licras con apariencia de cuero, tienen un aspecto brillante, metálico (lamé) o estilo mojado. Surgieron como una tendencia de moda popular a finales de la década de 2000 (década), particularmente en 2008 según lo informado por Stylesignal y otros pronosticadores de tendencias. Estos leggings son a menudo una mezcla de nailon y spandex y vienen en una variedad de colores, aunque más comúnmente en negro, plata u oro. Estos tipos de leggings son notables por su piel, o incluso por su apariencia de látex y se usan más a menudo como ropa de noche o de club.
Muchos de los principales diseñadores presentaron leggings brillantes en las pasarelas de moda y fueron popularizados por celebridades como Lauren Conrad, Kelly Clarkson y Mary-Kate y Ashley Olsen. Los fabricantes populares de leggings brillantes incluyen Members Only y American Apparel.

### Jeggings
Los "Jeggings", una marca registrada de Sanko Group, son unos leggings que se parecen a unos vaqueros ajustados a la piel.  Los jeggings fueron provocados por el resurgimiento del estilo de los jeans ajustados a fines de la década de 2000, cuando surgió una mayor demanda de un estilo aún más ajustado de pantalones.  En 2011, "Jeggings" entró en la duodécima edición de Concise Oxford English Dictionary.

### En deportes
Las licras a veces se usan durante deportes y otras actividades vigorosas. Los corredores, bailarines y deportistas pueden usarlos, especialmente en clima frío con un uniforme deportivo, por ejemplo. en el fútbol, con espinilleras y calcetines de fútbol sobre las licras, o debajo de un uniforme de porristas. Las licras incluso han sido usadas por una Hurling full back.

### Uso como ropa de abrigo

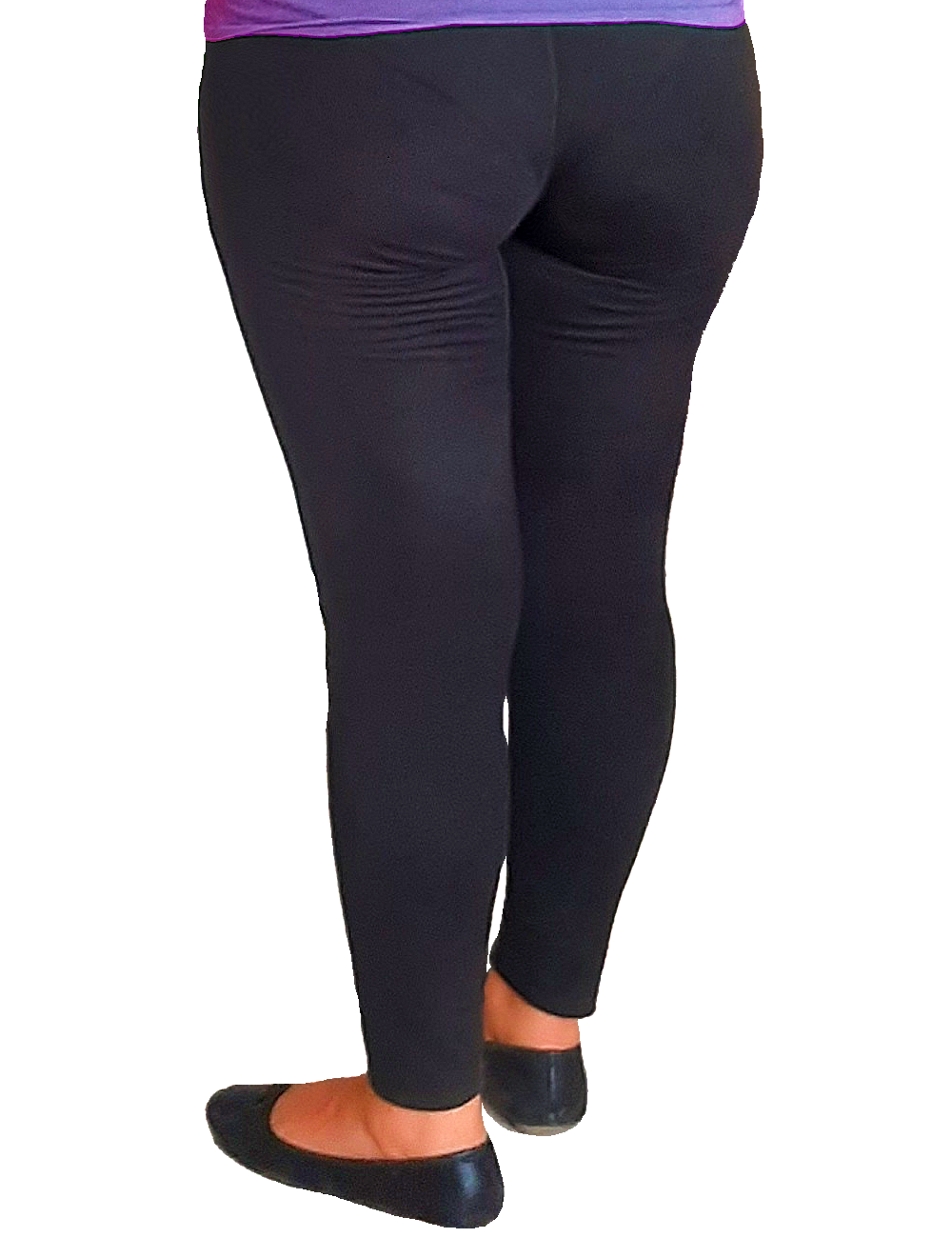
Leggings licra negro (vista trasera)

Ha habido un debate social sobre si los leggins son ropa por sí mismas, que se pueden usar sin cubrir, o son un accesorio que solo se puede usar con otros artículos que las cubren, como faldas, vestidos o pantalones cortos. En una encuesta de sus lectores realizada en 2016, la revista Glamour dijo que el 61% de sus lectores pensaban que los leggings solo deberían usarse como accesorio. mientras que un artículo de Good Housekeeping ese mismo año llegó a la conclusión de que "... los leggings, de hecho, cuentan como pantalones, siempre que sean lo suficientemente opacos como para que no muestren tu ropa interior".
Ha habido una serie de casos de personas que usan leggings como pantalones que han sido restringidos o criticados por sus acciones. En 2013, las escuelas del condado de Sonoma, California, prohibieron que los estudiantes las usaran como ropa de abrigo,. al igual que una escuela de Massachusetts en 2015.Escuelas en Oklahoma, Illinois, y Carolina del Norte ha aplicado o códigos de vestido similares sugeridos. Las escuelas en Oklahoma, Illinois y Carolina del Norte han impuesto o sugerido códigos de vestimenta similares. Un legislador estatal en Montana presentó un proyecto de ley en 2015 destinado a prohibir las licras y los pantalones de yoga.
En marzo de 2017, tres agentes que volaban con un pase de la compañía no pudieron abordar un vuelo de United Airlines por un agente de la puerta que decidió que sus licras no eran apropiadas. United Airlines defendió su posición, mientras que la aerolínea rival Delta declaró a través de Twitter que los leggings eran bienvenidos en sus vuelos; United dijo en un comunicado que no impide el embarque de pasajeros femeninas regulares si llevan leggins. Aunque algunas figuras públicas, entre ellas la actriz Patricia Arquette y la modelo y actriz Chrissy Teigen, criticaron la decisión de United, una encuesta que abarcó a 1,800 viajeros realizada por Airfarewatchdog encontró que el 80% de sus encuestados respaldaron la decisión de la aerolínea de prohibir "ropa inapropiada" El término no fue definido en la encuesta.
Las restricciones en el uso de leggings a veces están vinculadas a tildar de prostituta o a la percepcion corporal, y los críticos señalan que "... no poder usar las licras porque distrae demasiado a los niños" nos da la impresión de que debemos ser culpables por lo que hacen los hombres. "

## Galería

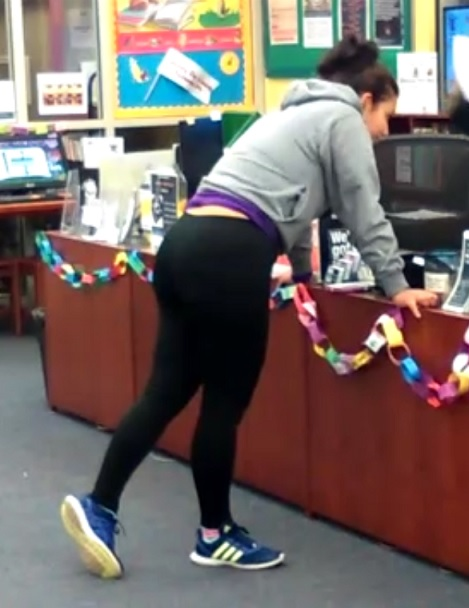
Una mujer con licras
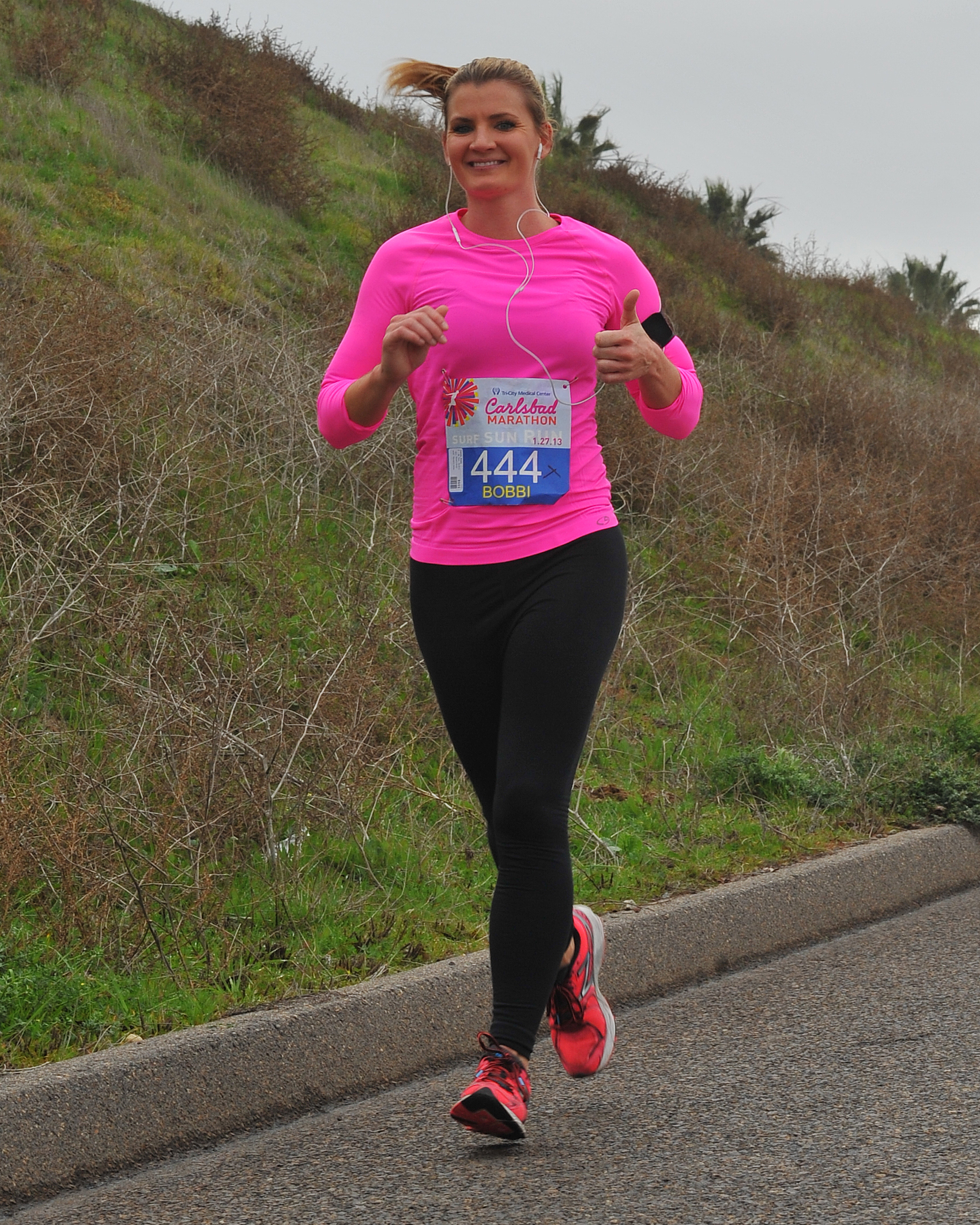
Una corredora con leggins
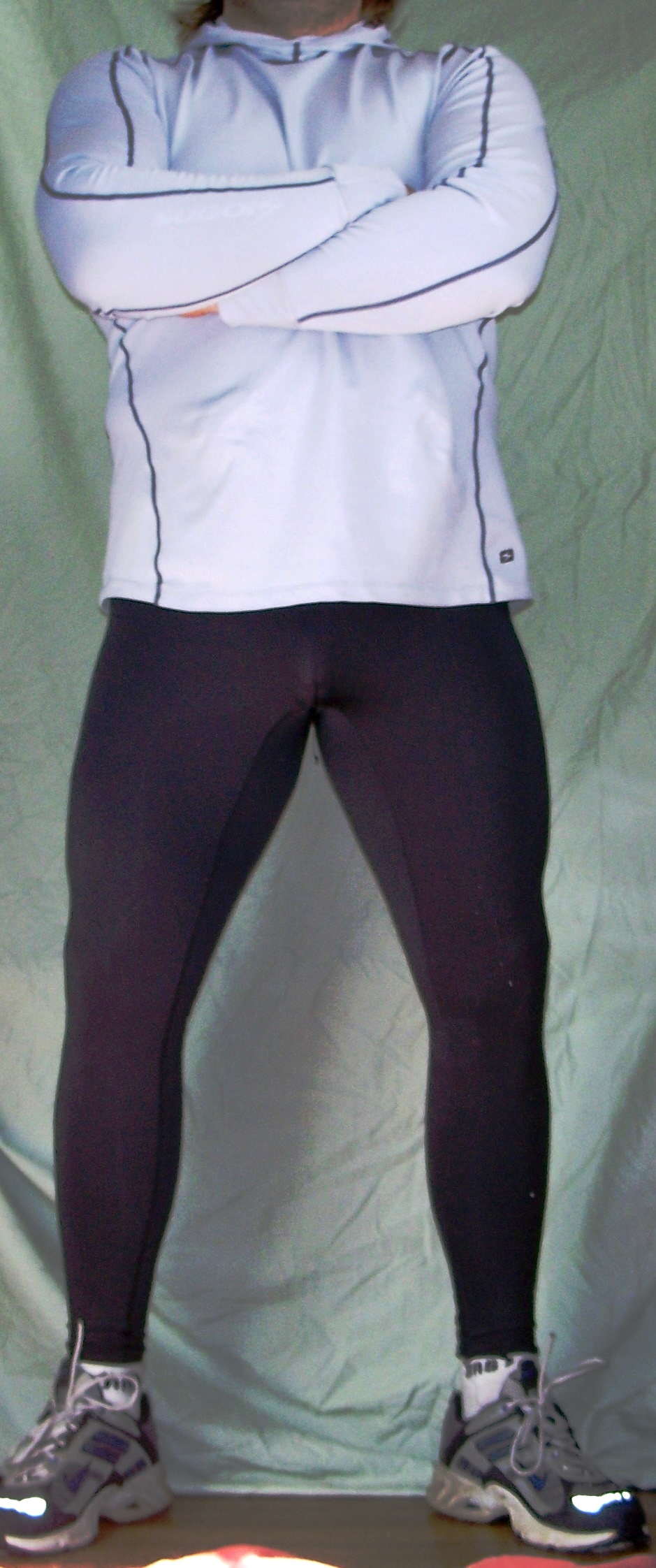
Un hombre con licras
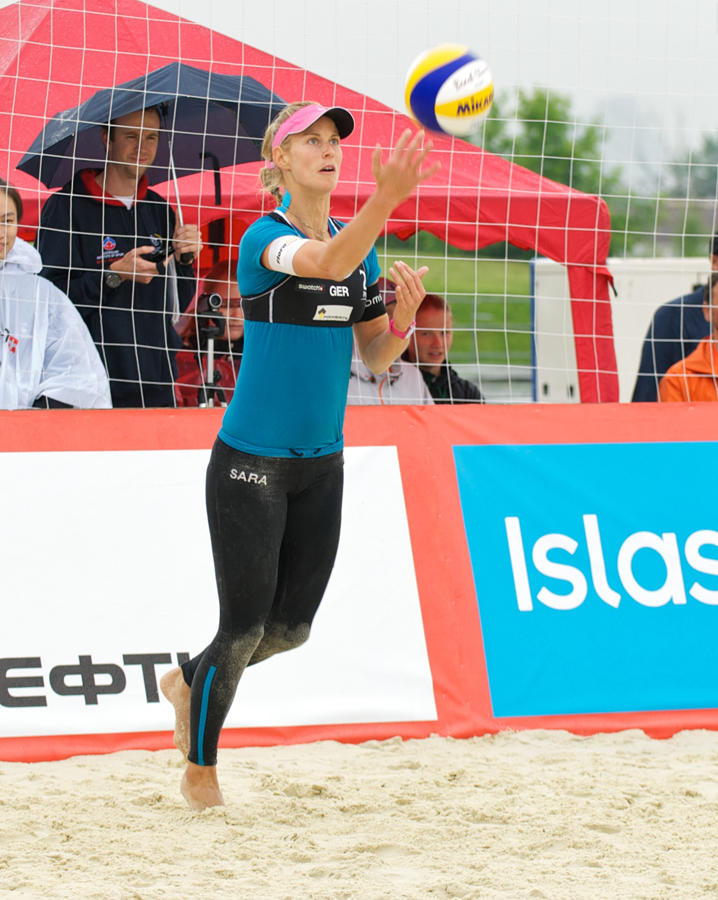
Una jugadora de voleibol de playa con licras

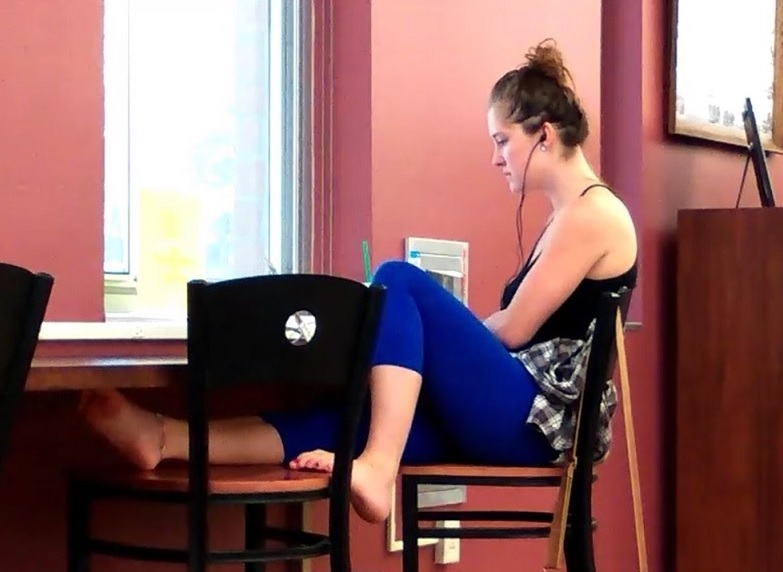
Una mujer con licras sentada en una biblioteca
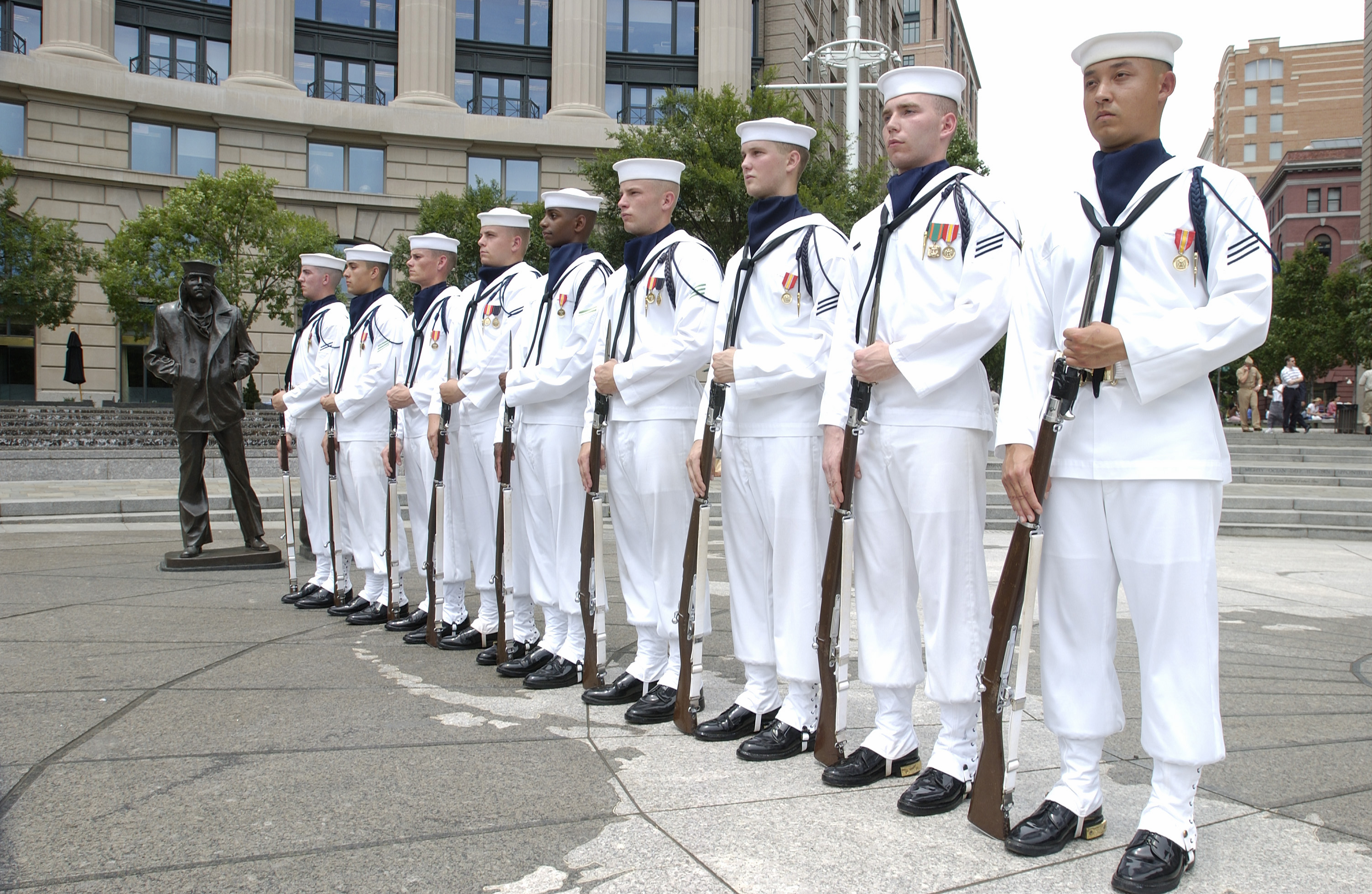
Guardia ceremonial de la Armada de los Estados Unidos que usa leggings de lona blancos como parte del uniforme de la Armada de los Estados Unidos.